# Robert Keith
Robert Keith, född 10 februari 1898 i Fowler, Indiana, död 22 december 1966 i Los Angeles, Kalifornien, var en amerikansk skådespelare. Under 1950-talet var Keith en prominent karaktärsskådespelare inom amerikansk film. Han hade stora biroller i filmer som Vild ungdom, Pysar och sländor och För alla vindar.

## Filmografi i urval
- 1949 – Mitt dåraktiga hjärta
- 1951 – Vittnet som försvann
- 1951 – Jag vill ha dig!
- 1951 – Fjorton timmar
- 1952 – Karriär i toner
- 1953 – Vild ungdom
- 1955 – Pysar och sländor
- 1955 – Dej ska jag ha!
- 1956 – För alla vindar
- 1957 – Män i krig
- 1958 – Narkotikasmuggling